# Abnormální reakce (psychologie)
Abnormální reakce je reakce člověka na intenzivní, nejčastěji nečekaný a negativní podnět. Od fyziologické reakce na vnější podnět se liší průběhem, intenzitou a/nebo projevy. Příčinou je v daném časovém okamžiku nedostatečná adaptační kapacita reagující osoby, například pod vlivem látek ovlivňujících psychiku (drogy, alkohol). Některé typy osobnosti mají vyšší tendenci k abnormálním reakcím než jiné. V daném prostředí může být abnormální reakce i adaptační strategií. Po skončení abnormální reakce osoba často pociťuje úlevu. 